# Пальмовик
Пальмовик (Dulus dominicus) — вид горобцеподібних птахів монотипової родини пальмовикових (Dulidae). Національний птах Домініканської Республіки.

## Назва
Українська назва «пальмовик» (а також англійська «Palmchat», російська «пальмовый чекан», польська «Palmowiec» тощо) відображає його стійкий зв'язок з пальмами, на яких птах годується, ночує та гніздиться.

## Опис
Тіло завдовжки до 18 см. Верхня сторона тіла сірувато-оливкова з зеленим нальотом на крилах. Низ білуватий з темними поздовжніми смугами. Голова темно-коричнева.

## Поширення
Ендемік острова Гаїті та двох дрібних островів — Саона і Гонав, де є досить поширеним видом. Населяє пальмові савани або інші відкриті ділянки з поодинокими деревами. Часто трапляється у міських парках і садах. У гори піднімається до 1500 м над рівнем моря.

## Спосіб життя
Будує великі (до 1 м в діаметрі) суспільні гнізда, розташовуючи їх високо на пальмах, в основі їхнього листя. У будівництві гнізда беруть участь 20-30 пар, при цьому кожна пара має окреме гніздове приміщення, вхід в яке знаходиться внизу. В горах, де немає пальм, гнізда рідко будуються більш ніж двома парами. У кладці 2-4 яйця, вони білі з пурпурно-сірими плямами. Час гніздування березень - червень. Після закінчення розмноження птахи користуються своїми гніздами як нічним притулком. Харчуються фруктами і плодами, квітами деяких дерев.